# Tchornaïa retchka (métro de Saint-Pétersbourg)
Tchornaïa retchka (en russe : Чёрная ре́чка) est une station de la ligne 2 du Métro de Saint-Pétersbourg. Elle est située dans le raïon de Primorski  à Saint-Pétersbourg en Russie.
Mise en service en 1982, elle est desservie par les rames de la ligne 2 du métro de Saint-Pétersbourg.

## Situation sur le réseau

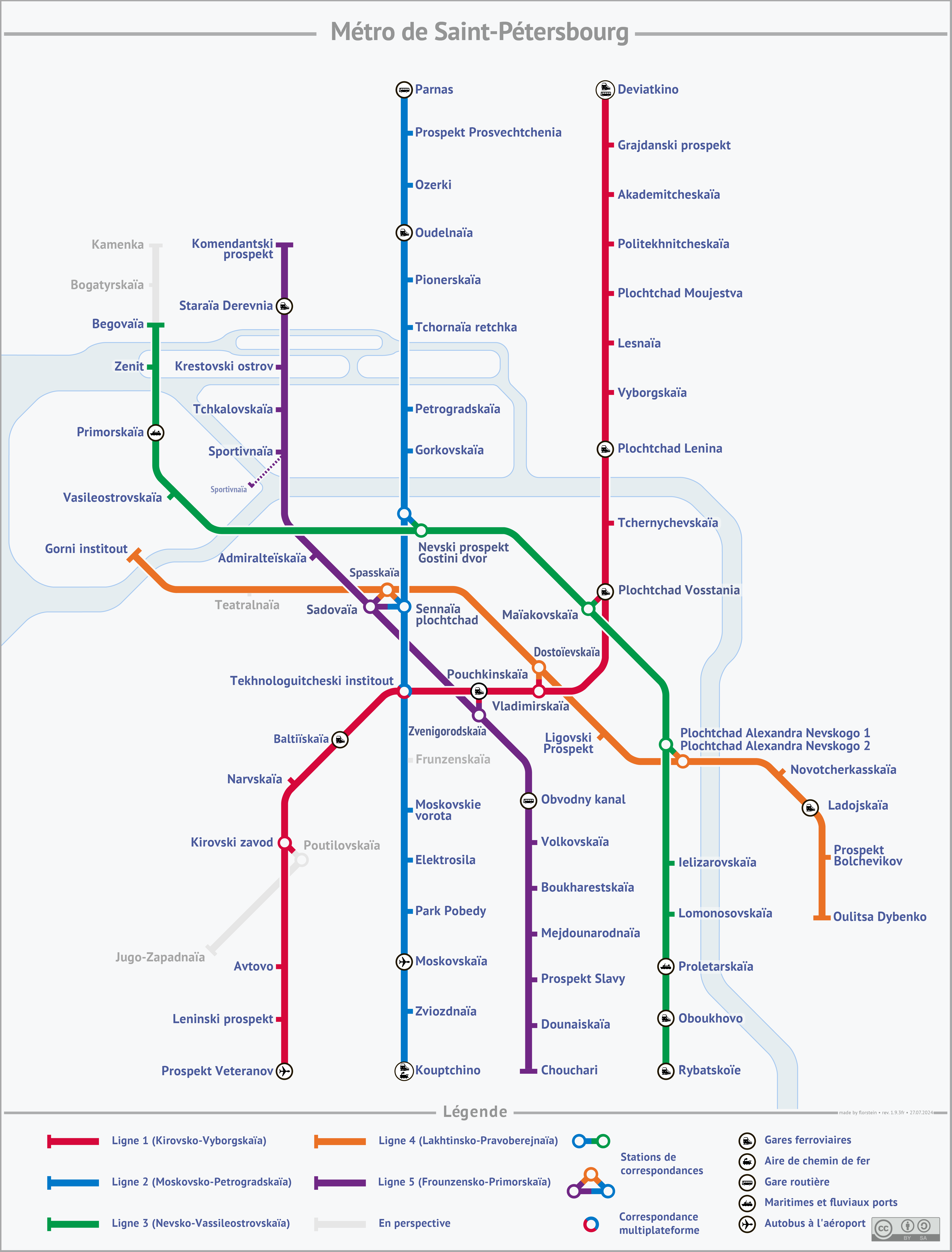
Plan du métro.

Établie en souterrain, à 67 mètres de profondeur, Tchornaïa retchka est une station de passage de la ligne 2 du métro de Saint-Pétersbourg. Elle est située entre la station Pionerskaïa, en direction du terminus nord Parnas, et la station Petrogradskaïa, en direction du terminus sud Kouptchino.
La station dispose d'un quai central encadré par les deux voies de la ligne.

## Histoire
La station Tchornaïa retchka est mise en service le 4 novembre 1982, lors de l'ouverture à l'exploitation des 7,19 km de Petrogradskaïa au nouveau terminus Oudelnaïa,. Elle doit son nom, qui peut être traduit en « rivière noire », en rappel du site, proche, ou se déroula le duel conclut par la blessure mortelle d'Alexandre Pouchkine.

Statue d'Alexandre Pouchkine
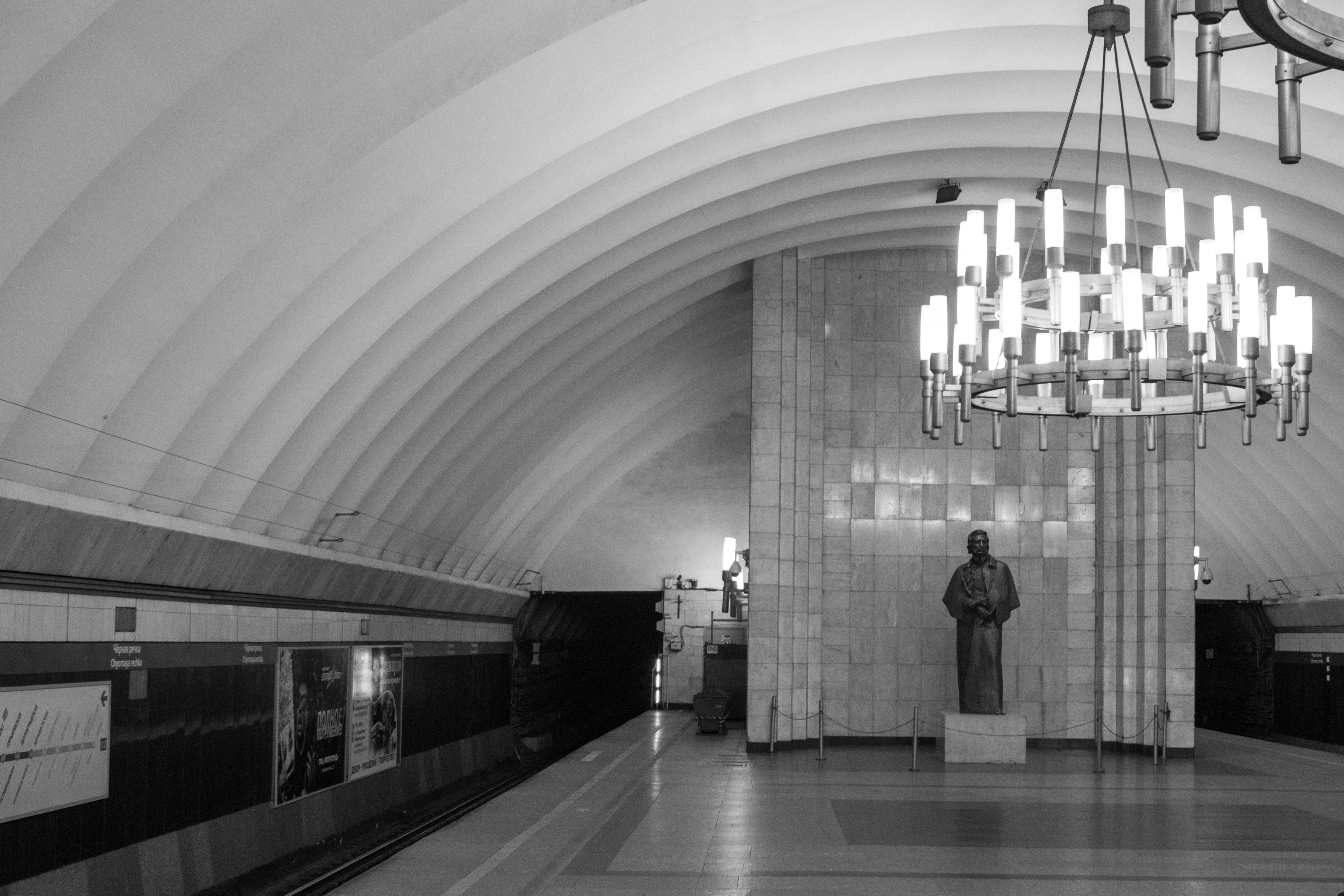
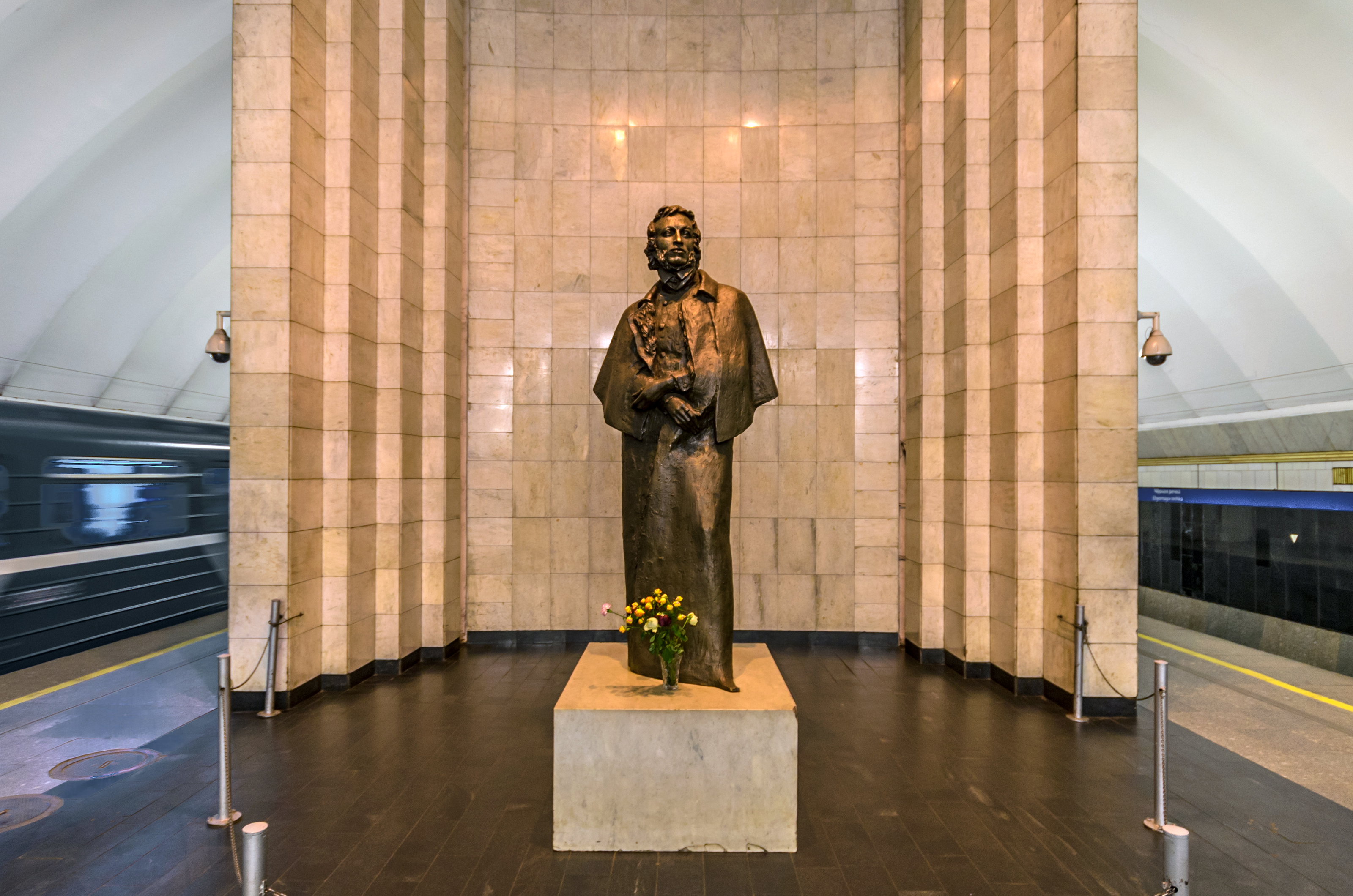

## Services aux voyageurs

### Accès et accueil
Elle dispose d'un bâtiment d'accès situé en surface au sud de la station. Il est en relation avec le quai par un tunnel en pente équipé de trois escaliers mécaniques prolongés par un escalier fixe.

### Desserte
Tchornaïa retchka est desservie par les rames de la ligne 2 du métro de Saint-Pétersbourg.

Installations et desserte
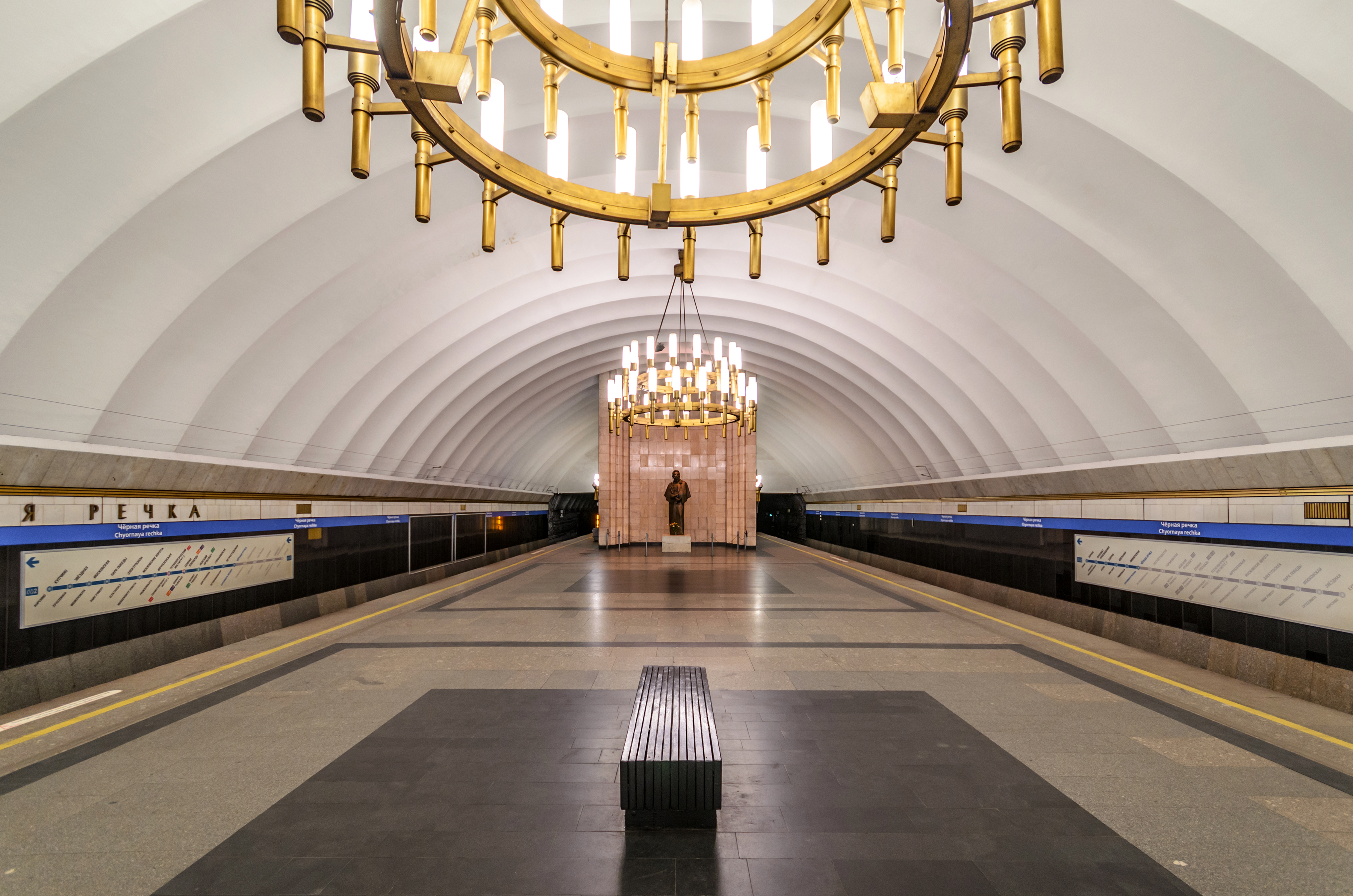
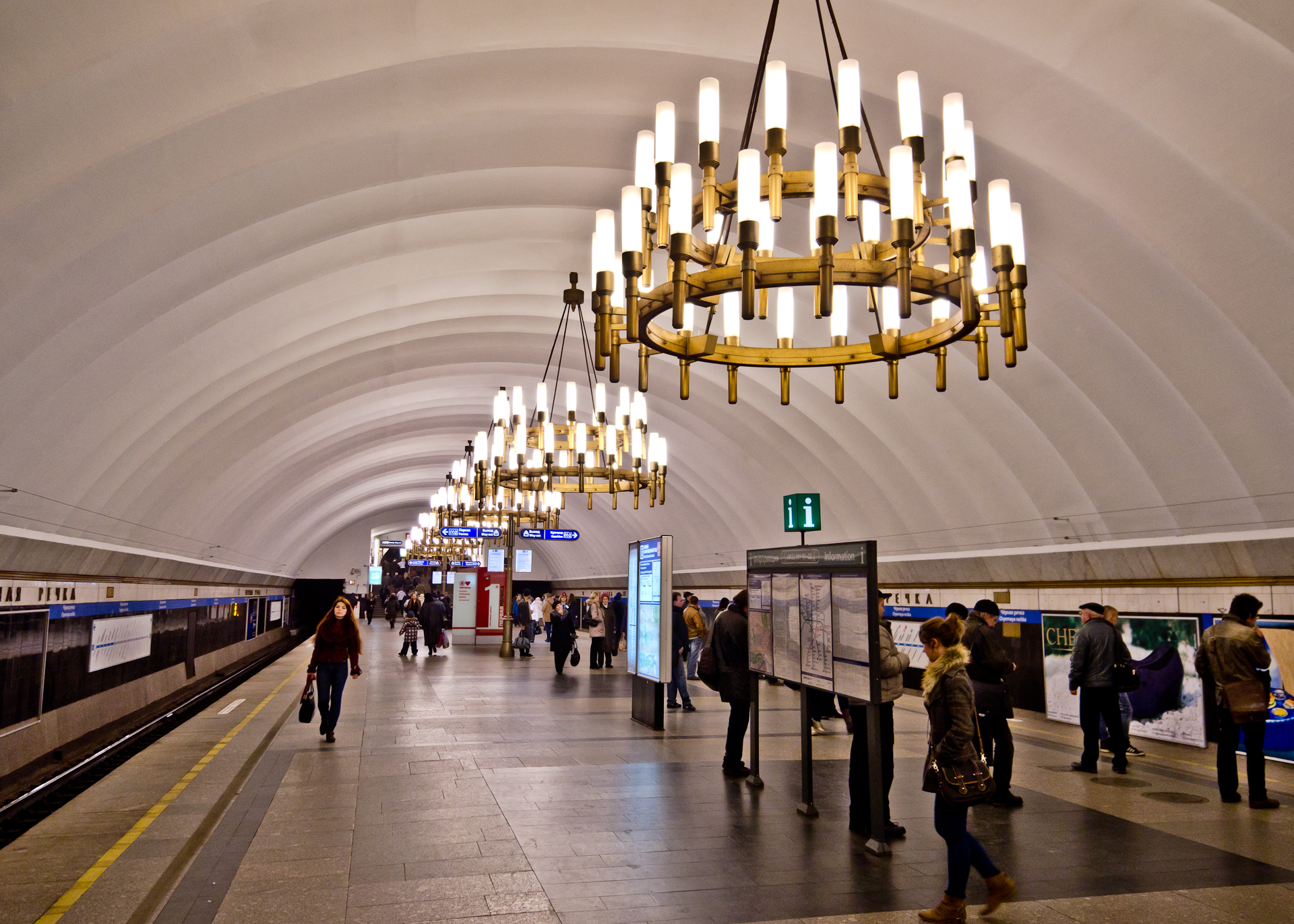
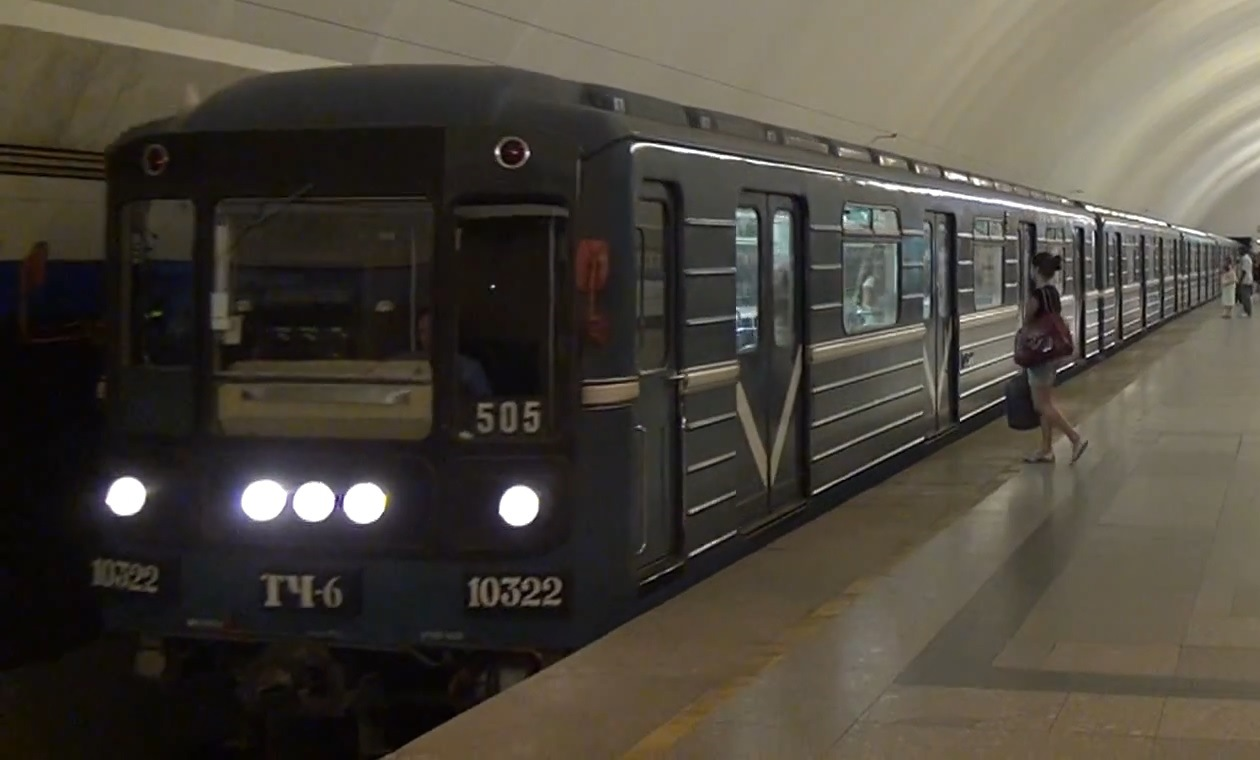

### Intermodalité
À proximité des arrêts de bus sont desservis par plusieurs lignes.